# Dolby TrueHD
A Dolby TrueHD a következő generációs veszteségmentes hangtechnológia, melyet HD-s optikai lemezekhez fejlesztettek ki. A Dolby TrueHD a korábbi digitális hangkódolásoknál jobb minőségű, több sávból álló hangot kínál. 

## Főbb képességei
- Teljesen veszteségmentes kódolási technológia
- Akár 18 Mbps folyamatos adatráta
- Támogatja a nyolc csatornás 24-bit/96 kHz-es hangformátumot, illetve nyolcnál több csatornát is támogat a Dolby TrueHD viszont a jelenlegi HD DVD és Blu-Ray lemezek „csak” nyolc hangcsatornára vannak korlátozva.
- HDMI interfészen keresztül továbbítható
- Képes akár 7.1 csatornás hangzást biztosítani, amely az otthoni mozirendszerek számára kivételes térbeli hangélményt nyújt.
- Támogatja a digitális hangfeldolgozást (DSP), amely lehetővé teszi a különböző hanghatások és effektek pontos visszaadását, így a hangzás még valósághűbbé válik.
- A Dolby TrueHD-t gyakran használják Blu-ray lemezeken, mivel ezek nagy tárolókapacitása lehetővé teszi a veszteségmentes hanganyag tárolását a kiváló minőségű videók mellett. A Blu-ray formátum tökéletesen illeszkedik a Dolby TrueHD képességeihez, biztosítva, hogy a felhasználók teljes moziélményt kapjanak otthonukban.

## Átvitel
- 6 vagy 8 csatornás analóg audiojelként RCA csatlakozó segítségével

- HDMI 1.1 csatlakozással 6 vagy 8 csatornán Linear PCM adatfolyamként

- HDMI 1.3 csatlakozással eredeti TrueHD bitfolyamként

## Külső hivatkozás
- Hivatalos weboldal
- Dolby TrueHD - Miért érdemes ezt választani?